# Aram Chaos

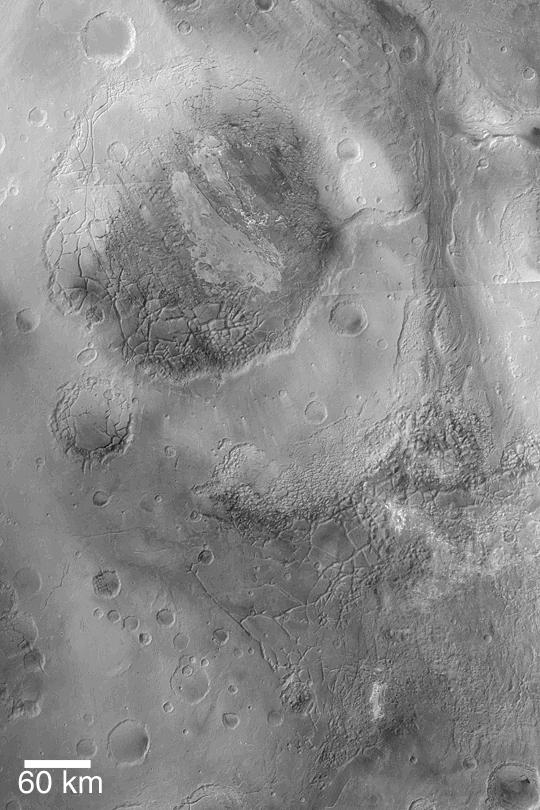
Aram Chaos

Aram Chaos  est un cratère d'impact (nomenclaturé chaos) de la planète Mars. Plus précisément, il est situé à l'est de Valles Marineris à proximité d'Ares Vallis. Aram Chaos est un cratère possédant un diamètre d'environ 284 kilomètres.